# Numero naturale

Diagramma di Venn dei numeri

In matematica i numeri naturali sono quei numeri usati per contare e ordinare. Nel linguaggio comune i "numeri cardinali" sono quelli usati per contare e i "numeri ordinali" sono quelli usati per ordinare.
I numeri naturali corrispondono all'insieme {0, 1, 2, 3, 4, …}. Essi vengono fatti corrispondere biunivocamente all'insieme dei numeri interi non negativi {0, +1, +2, +3, +4, …}. Talvolta vengono usati anche per indicare l'insieme dei numeri interi positivi {1, 2, 3, 4, …}.

## Storia

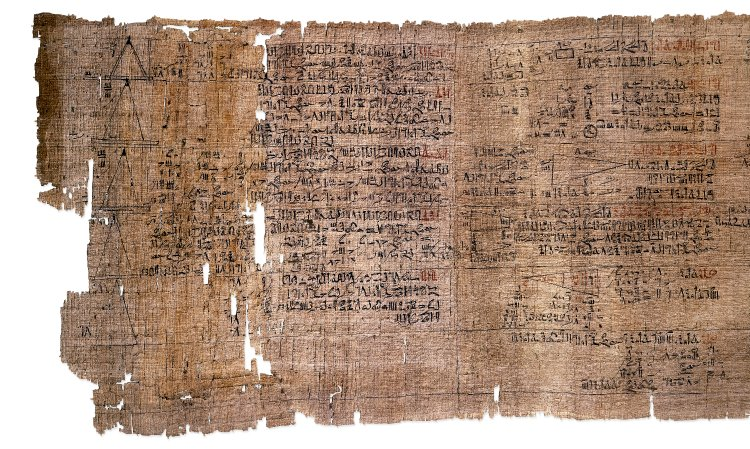
Il papiro di Rhind

I numeri naturali sono i numeri più "intuitivi" che esistono. L'operazione di distinguere tra nessuno, uno e molti risale all'uomo primitivo. Ma la comprensione che, ad esempio, una pecora e un albero hanno in comune il fatto di essere "uno", cioè la nozione astratta di numero, fu un processo graduale (probabilmente non legato a una singola cultura o popolazione) che da vari studi viene fatto risalire circa al 30.000 a.C. Col tempo furono introdotti diversi simboli e parole per indicare i numeri naturali e in diversi casi anche alcuni tipi di frazioni. Esistono simboli risalenti agli antichi Egizi che indicano frazioni unitarie, cioè con numeratore uguale a uno. Se ne possono trovare ad esempio nel papiro di Rhind risalente circa al 2000 a.C. Tuttavia il numero zero dovette aspettare più tempo per venire considerato un numero al pari degli altri.

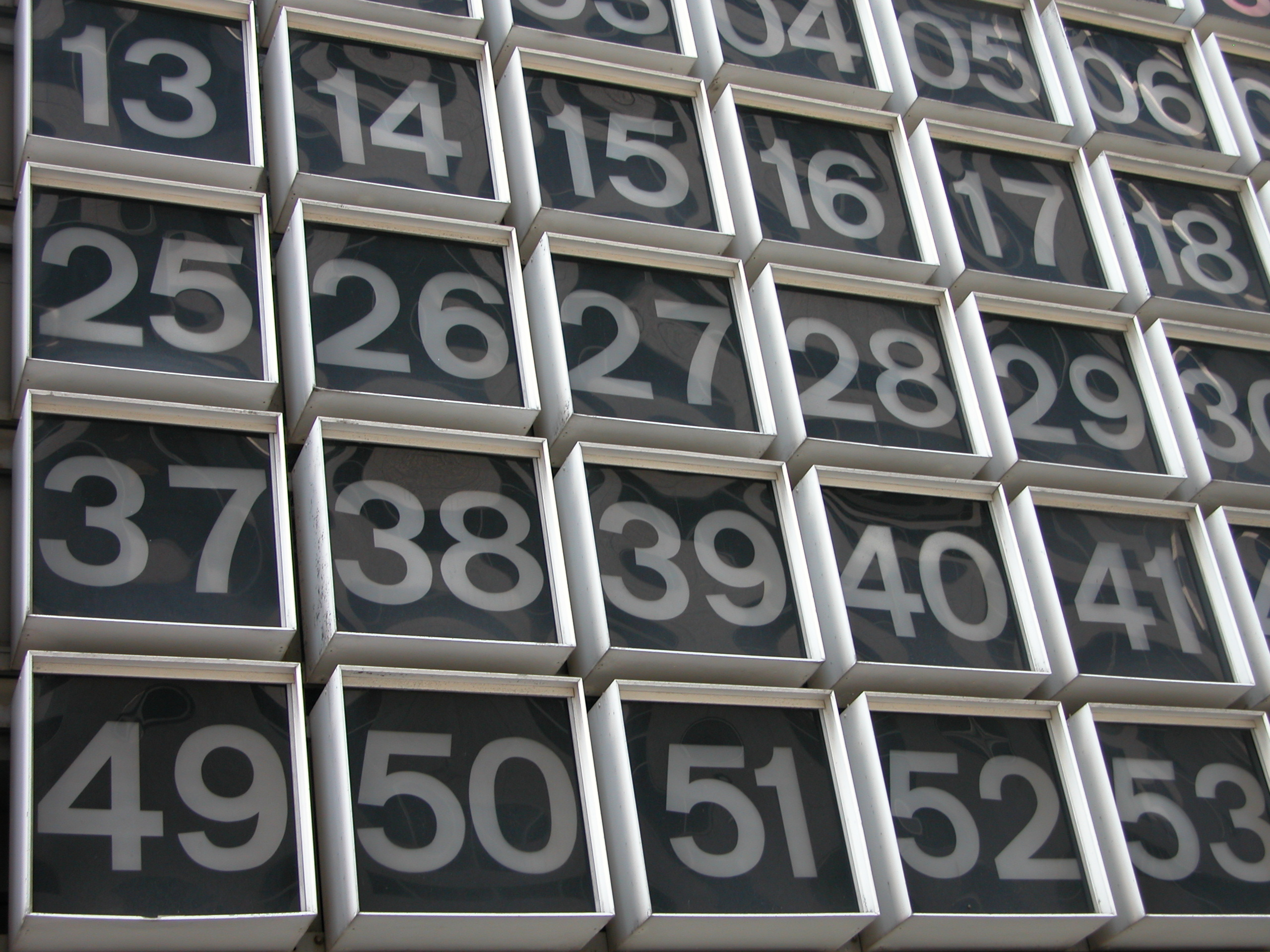
Alcuni numeri naturali

Le origini dell'idea di numero naturale astratto vengono fatte risalire ai Babilonesi nel 2000 a.C., come testimoniato dalla tavoletta Plimpton 322, "sussidiario di matematica" per gli studenti dell'epoca, che contiene problemi matematici che a un'attenta analisi sembrano essere qualcosa di più di semplici esercizi con fini utilitaristici. Il superamento dei numeri naturali in favore dei numeri razionali positivi è attribuito ai pitagorici che sembra furono i primi a considerare la frazione non più come entità unica ma come rapporto tra numeri naturali.
Importanti risultati riguardanti i numeri naturali sono contenuti negli Elementi di Euclide, successivamente Diofanto di Alessandria si pose il problema della ricerca di soluzioni intere positive di equazioni date.
L'introduzione dei numeri interi relativi, in particolare dei numeri negativi dovette aspettare ulteriormente. Risultati e spunti fondamentali sono dovuti a Pierre de Fermat. Lo studio dei numeri interi, noto oggi come teoria dei numeri, viene ripreso nel XIX secolo da matematici del livello di Carl Friedrich Gauss e Carl Jacobi e da allora viene considerato un capitolo primario della matematica (si veda ad esempio l'ultimo teorema di Fermat, l'ipotesi di Riemann o la congettura di Goldbach).

## Notazioni
In matematica si usa il simbolo {\displaystyle \mathbb {N} } (o N) per indicare l'insieme dei numeri naturali. Nella maggior parte della letteratura matematica contemporanea, nelle voci qui presenti e nello standard ISO 31-11 sui simboli matematici, si assume che l'insieme dei numeri naturali contenga anche lo zero; per evitare ogni ambiguità è spesso usata la dizione interi non negativi. Per mettere in evidenza che l'insieme non contiene lo {\displaystyle 0} si usa la scrittura {\displaystyle \mathbb {N} ^{*}}, quindi
{\displaystyle \mathbb {N} ^{*}=\{1,2,3,\ldots \}.}
Per indicare l'insieme dei naturali senza lo zero si possono usare anche le scritture N*, N+, N+, ℕ+, ℕ+, {\displaystyle \mathbb {N} _{>0}}. Talvolta con la notazione {\displaystyle \mathbb {N} _{0}} si indica invece l'insieme dei naturali con lo zero incluso.
Nella teoria degli insiemi, l'insieme dei numeri naturali in quanto insieme bene ordinato viene denotato con {\displaystyle \omega }, e rappresenta il più piccolo numero ordinale infinito. Quando è usata questa notazione, lo zero è incluso.

## Definizioni formali
Nonostante la sua intuitività, quello di numero naturale non è, in matematica, un concetto primitivo: è infatti possibile darne una definizione basandosi unicamente sulla teoria degli insiemi. La definizione è utile perché permette anche di estendere il concetto di numero a oggetti più generali: i numeri transfiniti.
Storicamente, la precisa definizione matematica dei numeri naturali ha incontrato alcune difficoltà. Gli assiomi di Peano definiscono le condizioni che ogni definizione matematica precisa deve soddisfare. Alcune costruzioni mostrano che dall'interno di una teoria degli insiemi è possibile costruire un modello degli assiomi di Peano.

### Assiomi di Peano
- Esiste un numero naturale, {\displaystyle 0}.
- Ogni numero naturale {\displaystyle a} ha un numero naturale successore, denotato come {\displaystyle S(a)}.
- Non esiste un numero naturale il cui successore è {\displaystyle 0}.
- Numeri naturali distinti hanno successori pure distinti: se {\displaystyle a\neq b}, allora {\displaystyle S(a)\neq S(b)}.
- Se una proprietà {\displaystyle P} è posseduta dallo {\displaystyle 0} ed è posseduta anche dal successore di ogni numero naturale che possiede la proprietà {\displaystyle P}, allora la proprietà {\displaystyle P} è posseduta da tutti i numeri naturali (questo postulato è noto anche come principio di induzione).

Bisogna notare che lo "0", nella definizione sopra descritta, non deve necessariamente corrispondere con quello che si considera normalmente il numero zero. "0" significa semplicemente un oggetto che, quando combinato con una funzione successiva appropriata, soddisfa gli assiomi di Peano. Ci sono molti sistemi che soddisfano questi assiomi, inclusi i numeri naturali (sia che partano da zero o da uno).

### Costruzione basata sulla teoria degli insiemi
Un numero naturale si può definire come una classe di insiemi aventi uguale cardinalità finita. In sostanza, si parte dalla proprietà (intuitiva) che tra due insiemi qualsiasi aventi lo stesso numero di elementi si può stabilire una corrispondenza biunivoca e la si riformula come definizione: tutti gli insiemi tra i quali si può stabilire una corrispondenza biunivoca vengono accomunati in una classe, che è come assegnare loro un'"etichetta", a questa etichetta viene dato il nome di numero naturale. La classe corrispondente all'insieme vuoto viene indicata con 0.

#### La costruzione standard
La seguente è una costruzione standard nella teoria degli insiemi per definire i numeri naturali.
Poniamo {\displaystyle 0=\{\}}, l'insieme vuoto ({\displaystyle \varnothing }) e definiamo {\displaystyle S(a)=a\cup \{a\}} per ogni insieme {\displaystyle a}.
Consideriamo un insieme {\displaystyle X} tale che {\displaystyle 0\in X} e che sia chiuso rispetto alla funzione successore {\displaystyle S} ovvero {\displaystyle S:X\rightarrow X}. Tale insieme {\displaystyle X} si dice apodittico o induttivo. L'insieme dei numeri naturali {\displaystyle \mathbb {N} } è allora definito come l'intersezione di tutti i sottoinsiemi induttivi {\displaystyle X'\subseteq X} di un tale insieme. L'esistenza di un insieme induttivo {\displaystyle X} è stabilita dall'assioma dell'infinito. Se tale insieme induttivo {\displaystyle X} esiste, allora {\displaystyle \mathbb {N} } è ben definito (indipendentemente da {\displaystyle X}) e soddisfa gli assiomi di Peano.
Ogni numero naturale è allora uguale all'insieme dei numeri naturali minori di esso, per esempio
- {\displaystyle 0=\{\}}
- {\displaystyle 1=\{0\}=\{\{\}\}}
- {\displaystyle 2=\{0,1\}=\{0,\{0\}\}=\{\{\},\{\{\}\}\}}
- {\displaystyle 3=\{0,1,2\}=\{0,\{0\},\{0,\{0\}\}\}=\{\{\},\{\{\}\},\{\{\},\{\{\}\}\}\}}

e così via. Quando ci si riferisce a un numero naturale come insieme, e più propriamente come cardinalità di un insieme, questo è il senso. Con questa definizione, ci sono esattamente {\displaystyle n} elementi nell'insieme {\displaystyle n} e {\displaystyle n\leq m} se e solo se {\displaystyle n\subseteq m} (ovvero {\displaystyle n} è un sottoinsieme di {\displaystyle m}).
Inoltre, vale {\displaystyle n<m} se e solo se {\displaystyle n\in m} (ovvero {\displaystyle n} è un elemento di {\displaystyle m}).
Inoltre, con questa definizione, coincidono le differenti possibili interpretazioni delle notazioni come {\displaystyle \mathbb {R} ^{n}} (insieme delle {\displaystyle n}-uple di numeri reali e insieme delle funzioni da {\displaystyle n} in {\displaystyle \mathbb {R} }).

#### Altre costruzioni
Nonostante la costruzione standard sia utile, non è l'unica costruzione possibile. Per esempio:
definiamo {\displaystyle 0=\{\}}
e {\displaystyle S(a)=\{a\}},
quindi:
- {\displaystyle 0=\{\}}
- {\displaystyle 1=\{0\}=\{\{\}\}}
- {\displaystyle 2=\{1\}=\{\{\{\}\}\}}
- {\displaystyle \ldots }

Oppure si può definire {\displaystyle 0=\{\{\}\}} e {\displaystyle S(a)=a\cup \{a\}}
producendo
- {\displaystyle 0=\{\{\}\}}
- {\displaystyle 1=\{\{\},0\}=\{\{\},\{\{\}\}\}}
- {\displaystyle 2=\{\{\},0,1\}}
- {\displaystyle \ldots }

Discutibilmente la vecchia definizione basata sulla teoria degli insiemi è comunemente attribuita a Frege e Russell sotto la quale ogni numero naturale {\displaystyle n} è definito come l'insieme di tutti gli insiemi con {\displaystyle n} elementi. Questo può sembrare circolare, ma può essere esposto in modo rigoroso. Definendo {\displaystyle 0} come {\displaystyle \{\{\{\}\}\}} (l'insieme di ogni insieme con 0 elementi) e definendo {\displaystyle \sigma (A)} (per ogni insieme {\displaystyle A}) come {\displaystyle \{x\cup \{y\}\mid x\in A\wedge y\not \in x\}}. Allora 0 sarà l'insieme di tutti gli insiemi con 0 elementi, {\displaystyle 1=\sigma (0)} sarà l'insieme di tutti gli insiemi con 1 elemento, {\displaystyle 2=\sigma (1)} sarà l'insieme di tutti gli insiemi con 2 elementi, e così via. L'insieme di tutti i numeri naturali può essere definito come l'intersezione di tutti gli insiemi contenenti {\displaystyle 0} come un elemento e chiuso sotto {\displaystyle \sigma }.
Le classi di equivalenza degli insiemi infiniti non corrispondono a nessun numero naturale; possono tuttavia essere identificate con diversi ordini di infinito; su tali entità è possibile estendere le usuali operazioni di addizione e moltiplicazione ma queste non conservano le proprietà algebriche che hanno sui numeri naturali. Lo studio di oggetti corrispondenti a insiemi di cardinalità infinita e delle loro proprietà algebriche è oggetto della teoria dei cardinali transfiniti.

### Operazioni
L'operazione di addizione viene definita nel modo seguente: date due classi di insiemi (quindi due numeri) {\displaystyle a} e {\displaystyle b}, se {\displaystyle A} e {\displaystyle B} sono insiemi disgiunti appartenenti alle classi {\displaystyle a} e {\displaystyle b} rispettivamente, la somma {\displaystyle a+b} è la classe di equivalenza dell'insieme {\displaystyle A\cup B}. È facile vedere che la definizione è ben posta, vale a dire che, presi due diversi insiemi disgiunti {\displaystyle A'} e {\displaystyle B'} in {\displaystyle a} e {\displaystyle b}, {\displaystyle A'\cup B'} sta nella stessa classe di equivalenza di {\displaystyle A\cup B}, cioè tra {\displaystyle A'\cup B'} e {\displaystyle A\cup B} è possibile stabilire una corrispondenza biunivoca.
Equivalentemente si può definire la somma in {\displaystyle \mathbb {N} } ricorsivamente ponendo {\displaystyle a+0=a} e {\displaystyle a+S(b)=S(a+b)} per ogni {\displaystyle a,b}.
Se si definisce {\displaystyle S(0):=1}, allora {\displaystyle S(b)=S(b+0)=b+S(0)=b+1}; cioè il successore di {\displaystyle b} è semplicemente {\displaystyle b+1}.
{\displaystyle \left(\mathbb {N} ,+\right)} è un monoide commutativo con l'elemento neutro {\displaystyle 0}, il cosiddetto monoide libero con un generatore.
Analogamente, una volta definita l'addizione, si può definire la moltiplicazione {\displaystyle \times } mediante {\displaystyle a\times 0=0} e {\displaystyle a\times S(b)=(a\times b)+a}.
Questo fa sì che {\displaystyle \left(\mathbb {N} ,\times \right)} sia un monoide commutativo con l'elemento identità {\displaystyle 1}: {\displaystyle a\times 1=a\times S(0)=(a\times 0)+a=a}. Un insieme generatore per questo monoide è l'insieme dei numeri primi. Addizione e moltiplicazione sono compatibili, ossia la moltiplicazione è distributiva rispetto all'addizione:
{\displaystyle a\times (b+c)=(a\times b)+(a\times c).}
Queste proprietà dell'addizione e della moltiplicazione rendono i numeri naturali un esempio di semianello unitario commutativo. I semianelli sono una generalizzazione algebrica dei numeri naturali dove la moltiplicazione non è necessariamente commutativa.
Se si definisce l'insieme dei numeri naturali senza lo zero e si incomincia dal numero {\displaystyle 1}, le definizioni di {\displaystyle +} e {\displaystyle \times } sono le stesse, a parte {\displaystyle S(b)=b+1} e {\displaystyle a\times 1=a}.
Spesso si scrive {\displaystyle ab} per indicare il prodotto {\displaystyle a\times b}.
Inoltre, si può definire una relazione di ordine totale sui numeri naturali scrivendo {\displaystyle a\leq b} se e solo se esiste un altro numero naturale {\displaystyle c} con {\displaystyle a+c=b}. Quest'ordine è compatibile con le operazioni aritmetiche nel seguente senso:
se {\displaystyle a,b,c} sono numeri naturali e {\displaystyle a\leq b}, allora {\displaystyle a+c\leq b+c} e {\displaystyle ac\leq bc}. Un'importante proprietà dei numeri naturali è che essi sono ben ordinati: ogni insieme non vuoto di numeri naturali ha un ultimo elemento.
Mentre in generale non è possibile dividere un numero naturale con un altro e ottenere un numero naturale come risultato, la procedura di divisione con resto è possibile: per ogni coppia di numeri naturali {\displaystyle a} e {\displaystyle b} con {\displaystyle b\neq 0} si possono trovare due numeri naturali {\displaystyle q} e {\displaystyle r} tali che
{\displaystyle a=bq+r} e {\displaystyle r<b.}
Il numero {\displaystyle q} è chiamato il quoziente e {\displaystyle r} è chiamato il resto della divisione di {\displaystyle a} con {\displaystyle b.} I numeri {\displaystyle q} e {\displaystyle r} sono unicamente determinati da {\displaystyle a} e {\displaystyle b}.

## Teorie
L'insieme dei numeri naturali si può caratterizzare univocamente (a meno di isomorfismi) mediante gli assiomi di Peano (nella logica del secondo ordine).
Le proprietà dei numeri naturali relativi alla divisibilità, la distribuzione dei numeri primi e a problemi collegati a questi sono studiate in quella che viene chiamata teoria dei numeri. I problemi riguardanti sequenze numeriche finite, altre configurazioni numeriche e problemi di enumerazione, quali la teoria di Ramsey, sono studiati nell'ambito della teoria combinatoria.

## Generalizzazioni
Due importanti generalizzazioni dei numeri naturali sono: i numeri ordinali per descrivere la posizione di un elemento in una successione ordinata e numeri cardinali per specificare la grandezza di un insieme.